# Murudagalli, Mysore
Murudagalli là một làng thuộc tehsil Mysore, huyện Mysore, bang Karnataka, Ấn Độ.